# Gewölle

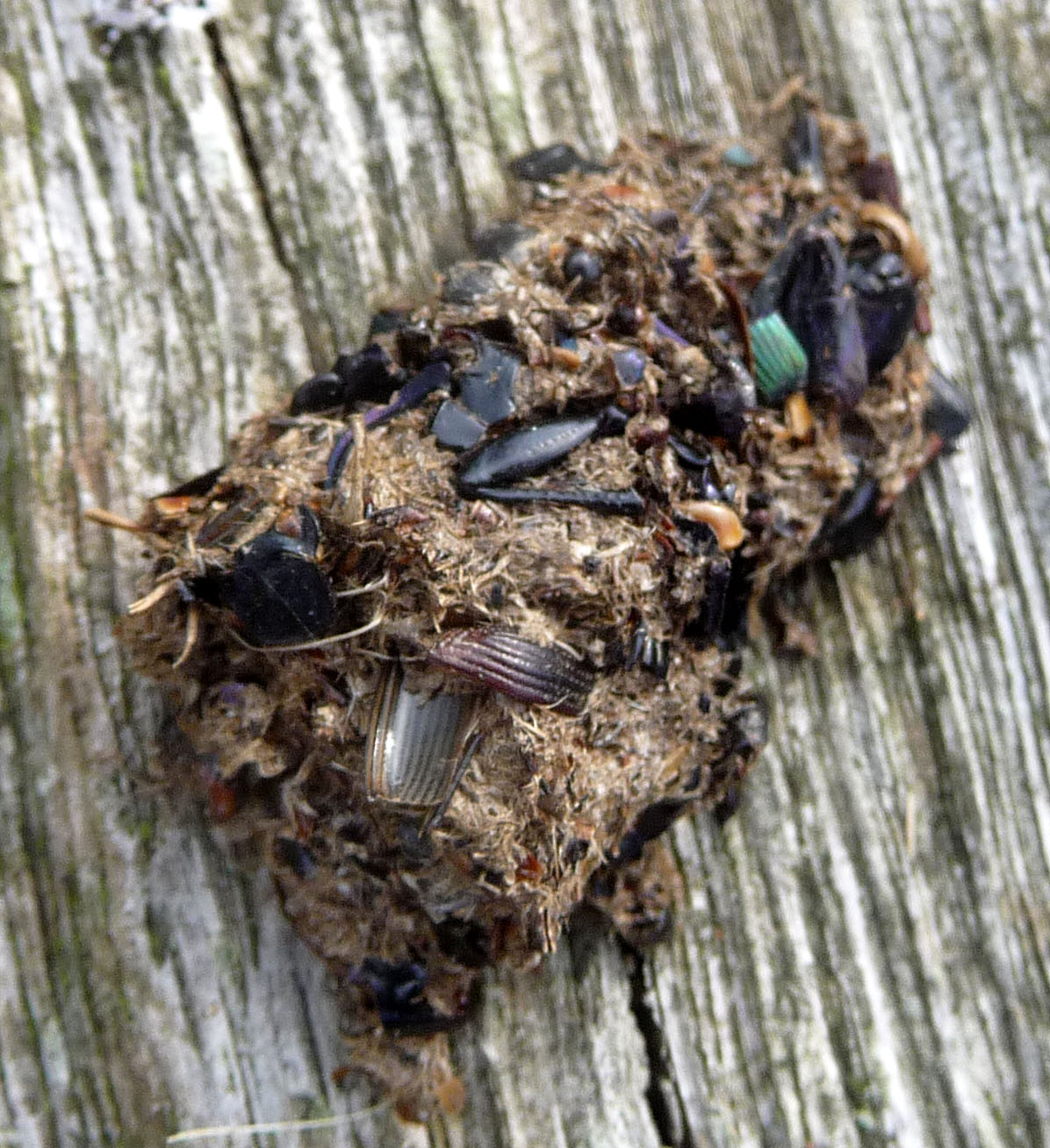
Eulengewölle mit erkennbaren Überresten von Käfern

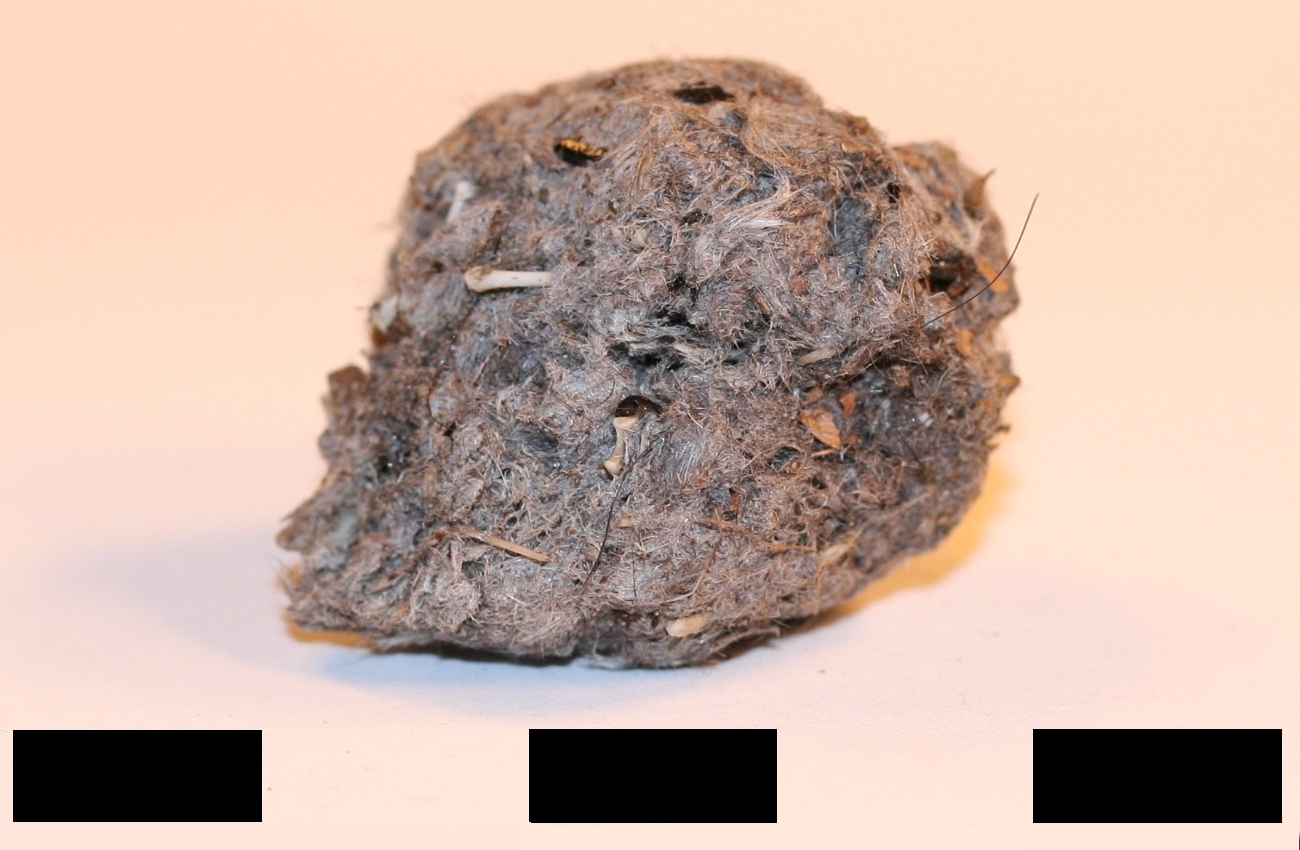
Eulengewölle (Balken = 1 cm)

Als Gewölle, Speiballen oder Scheimsel werden die kugel- bis walzenförmigen Gebilde aus ausgewürgten, unverdaulichen Nahrungsresten bezeichnet, die viele Vogelarten ausstoßen.
Zu den unverdaulichen Bestandteilen, die zahlreiche Greifvögel, aber auch viele andere Vogelarten auswürgen, zählen u. a. Knochen, Federn, Insektenpanzer aus Chitin, Fischgräten, Krebspanzer, Muschelschalen, Eierschalen und Schneckenhäuser.
Da Gewölle täglich ausgespien werden, ermöglicht deren Untersuchung Ornithologen, speziell bei Eulen, sehr genaue Rückschlüsse über die Zusammensetzung ihrer Nahrung. Insbesondere durch enthaltene Skelettelemente und Schädel der Beutetiere können Aussagen über die jeweilige Artenvielfalt in unterschiedlichen Habitaten gemacht werden.
Untersuchungen der Gewölle geben jedoch nicht nur Aufschluss über die Fauna im Jagdgebiet der Tiere, sondern auch darüber, ob ein durch Vogelberingung gekennzeichnetes Tier zu den Beutetieren zählte oder ob aus Versehen Abfälle wie Kunststoffmüll mit aufgenommen wurden.

## Gewölle produzierende Vögel

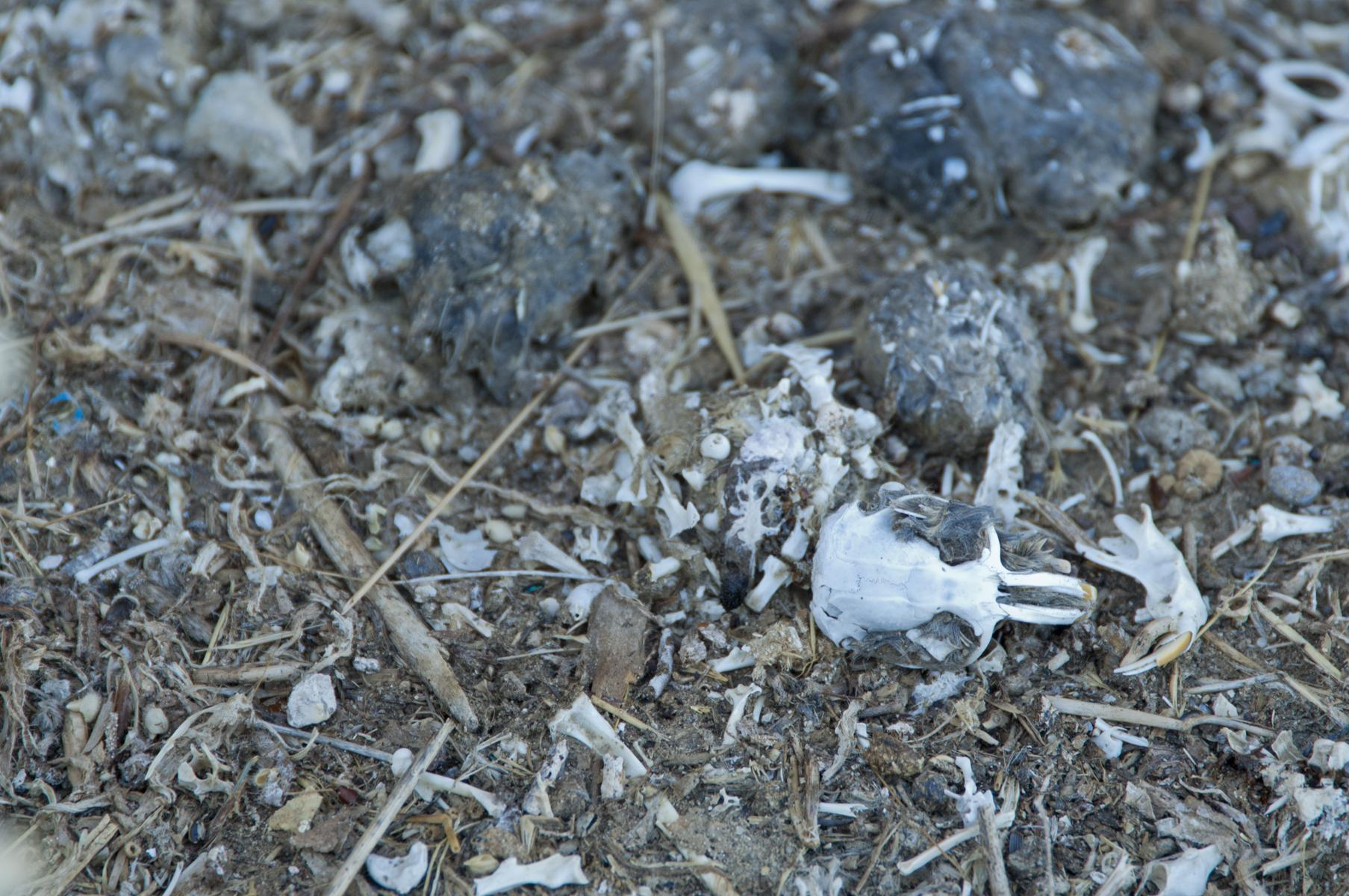
Knochen- und Gewöllereste am Ruheplatz einer Schleiereule

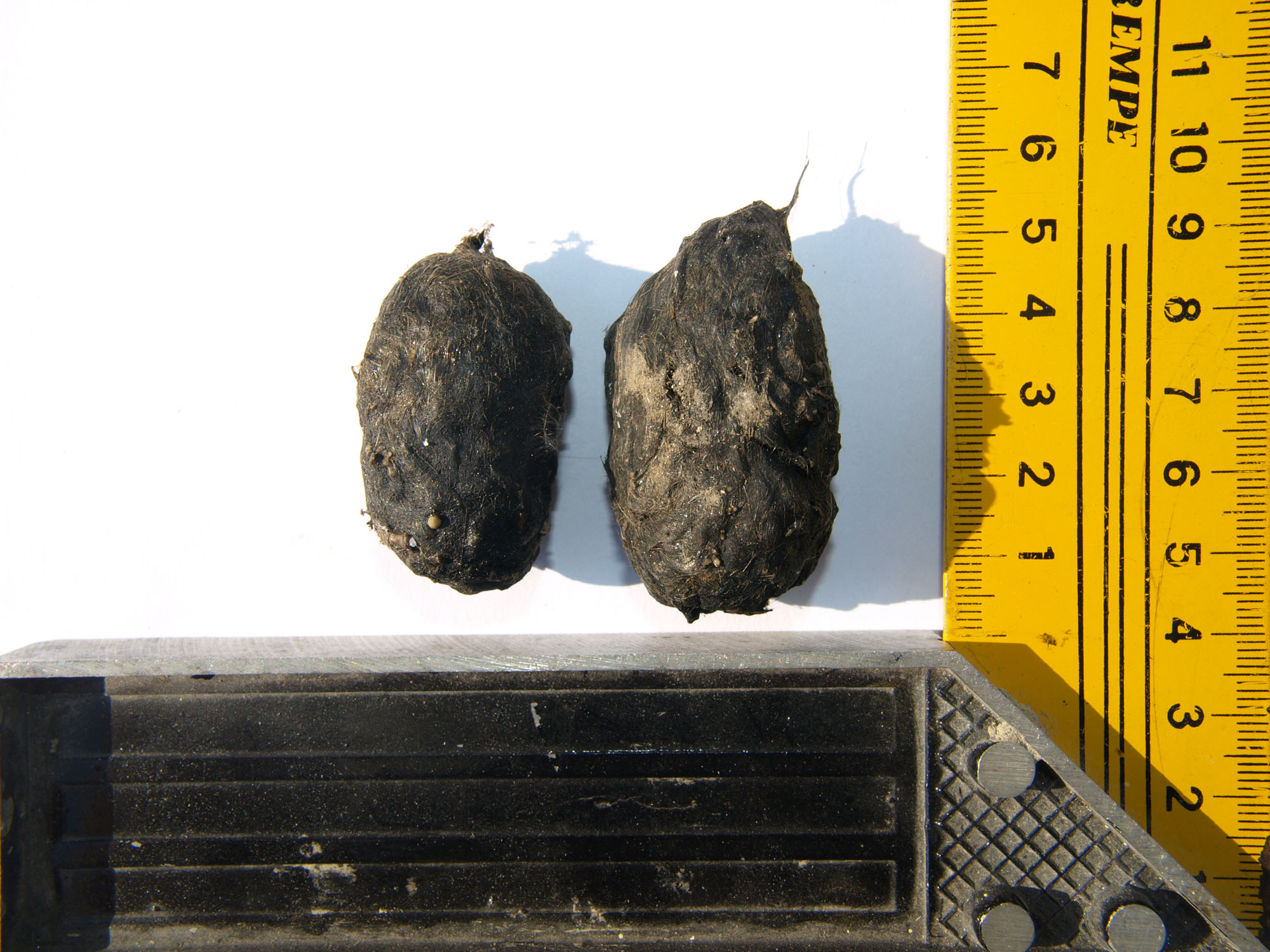
Schleiereulengewölle, Länge: etwa 30–70 mm, Breite: 15–40 mm

Bienenfresser bei der Abgabe eines Gewölles

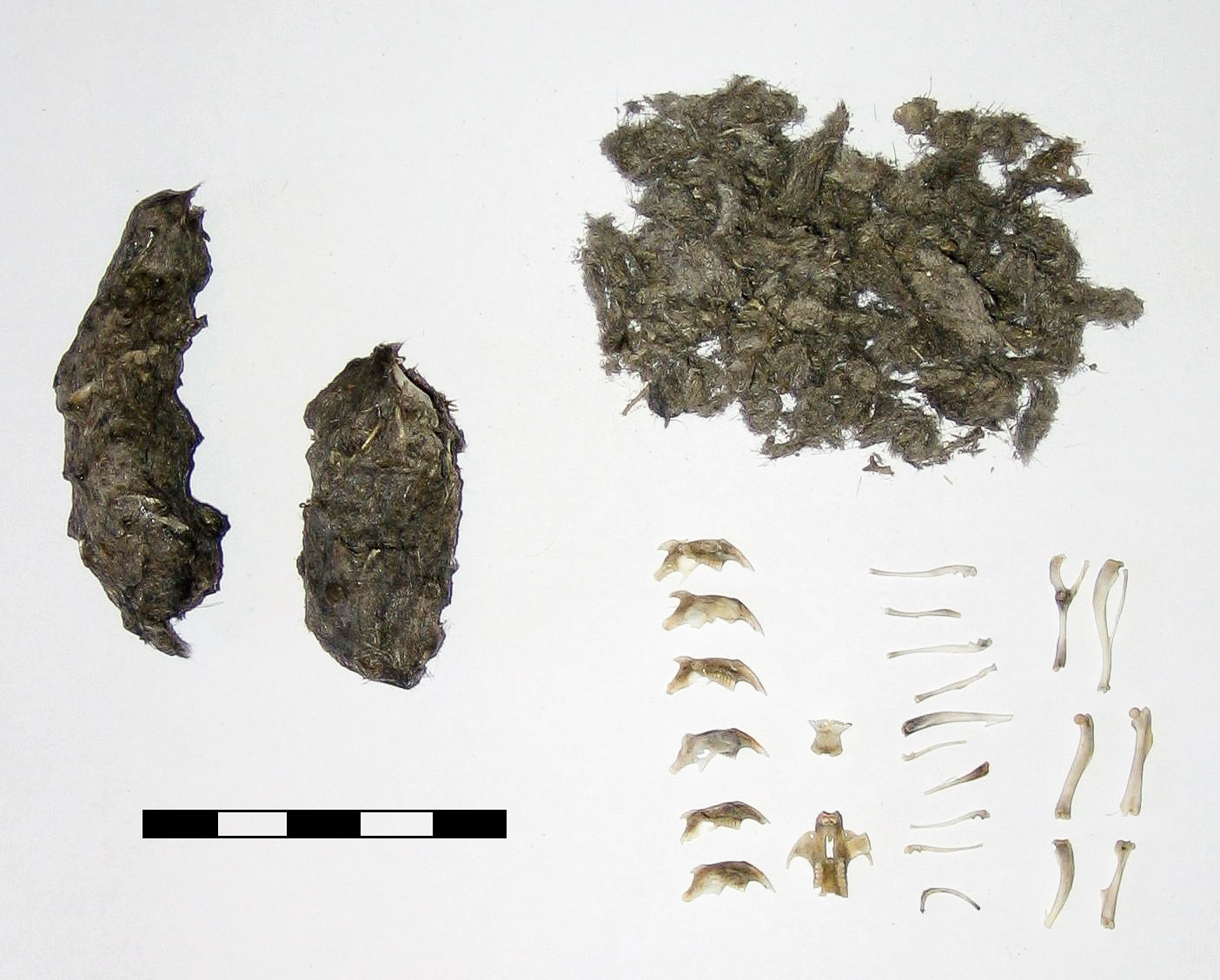
Gewölle einer Waldohreule und ihr sezierter Inhalt

Bei Vögeln fungiert der Magen als Barriere für unverdauliche Bestandteile, die daher mit dem Gewölle ausgeschieden werden. Durch die Peristaltik entsteht die typische, rundliche Form des Gewölles, durch die das Ausspeien erleichtert wird. Das Hochwürgen dieser Reste schützt die Darmwand der Vögel vor Verletzungen.
Über das Gewölle werden, 12 bis 18 Stunden nach der Futteraufnahme, auch schadstoffhaltige Abfälle ausgeschieden, wie Kunststoffteile oder Metallstücke. Wird beispielsweise Blei mit der Nahrung aufgenommen und nicht rechtzeitig hochgewürgt, sondern durch die Magensäure gelöst, so kann es sich in den Knochen ablagern. Vögel mit hoher Lebenserwartung können im höheren Alter (bei Werten oberhalb von 50 μg/dl) an einer chronischen Bleivergiftung leiden, wenn z. B. über die Beutetiere bleihaltige Munition mit aufgenommen wurde. Eine höhere Anfälligkeit für diverse Krankheiten, sowie eine herabgesetzte Funktionalität des Verdauungssystems und brüchigere Knochen können die Folgen einer solchen Bleivergiftung sein, die in der Summe oft zu einem vorzeitigen Tod führen.
Folgende Vogelgruppen bzw. Arten produzieren Gewölle:
- Bienenfresser
- Drosseln (nicht alle Arten)
- Eiderenten
- Eisvögel
- Eulen
- Greifvögel (nicht alle Arten, aber alle Nachtgreifvögel)
- Kagus
- Kormorane
- Kuckuck
- Möwen
- Raben und Krähen
- Reiher
- Seglervögel
- Störche
- Wachtelkönig
- Wasseramseln
- Watvögel
- Wendehals
- Würger
- Geier

## Merkmale und Unterschiede
Größe und Form der Gewölle unterscheiden sich je nach Vogelart, Weißstorchgewölle erreichen eine Länge von bis zu 9 cm.
Die im Gewölle enthaltenen Nahrungsreste geben Auskunft über den Vogel sowie seine Nahrung. Dabei sind einige Bestandteile besonders aufschlussreich, hierzu zählen  Skelettteile, Teile von Schneckenhäusern, Muscheln und Krebspanzer wie auch Chitinflügel von Insekten. Bei Greifvögeln und Eulen sind meist Säugetierhaare oder Federn Teil des Gewölles.
Schleiereulen werfen pro Tag ein bis zwei dunkle, zunächst glänzende Gewölle mit unverdaulichen Nahrungsbestandteilen wie Knochen, Fell und Federn aus. Ein Gewölle wird in der Regel nachts an ihrem Ruheplatz ausgewürgt und ein weiteres in den frühen Morgenstunden. Jedes Gewölle enthält die Überreste von etwa 75 Gramm Nahrung und enthält verschiedene Kleinsäugerknochen- und Schädelfragmente, die sich entsprechender Beute zuordnen lassen. Schleiereulen erbeuteten folgende Mäusearten; Brandmaus, Erdmaus, Feldmaus, Gelbhalsmaus, Hausmaus, Schermaus, Waldmaus, Waldspitzmaus und Zwergspitzmaus, sowie Maulwürfe und Wanderratten.

## Anleitung zur Untersuchung von Gewöllen
Da der Aufwand bei der Untersuchung eines Gewölles gering ist, wird das Sezieren eines Gewölles auch interessierten Kindern empfohlen. Beim Einsammeln muss darauf geachtet werden, dass man nicht aus Versehen Kot statt eines Gewölles mitnimmt. Meist liegen mehrere Gewölle an einer Stelle. Sie riechen nur schwach, sind rundlich und haben (im Gegensatz zu Kot) abgerundete Enden.
Neben einem Gewölle werden folgende Dinge benötigt:
- Wasserkocher
- eine Pinzette oder ein Zahnstocher
- helle Glasschale oder Untertasse
- eine Lupe oder  Lichtlupe
- optional:
- eine Forscherkarte zur Dokumentation[7]
- ein Sieb, ein Marmeladenglas und Spülmittel[6]

Das Gewölle wird zunächst mit kochendem Wasser übergossen. So werden die Keime reduziert und es wird weich. Auf einer hellen Unterlage aus Glas oder Porzellan kann man das Gewölle mit Pinzette und Zahnstocher auseinanderziehen, um Fell und Federn von Knochenfragmenten und Schädelstückchen zu trennen.
Alternativ kann man das Gewölle mit etwas Spülmittel in ein Marmeladenglas füllen, mit kochendem Wasser übergießen, leicht schütteln und nach einigen Minuten durch ein Sieb gießen, um sich den Inhalt dann genauer unter der Lupe anzusehen.

## Fotos verschiedener Gewölle

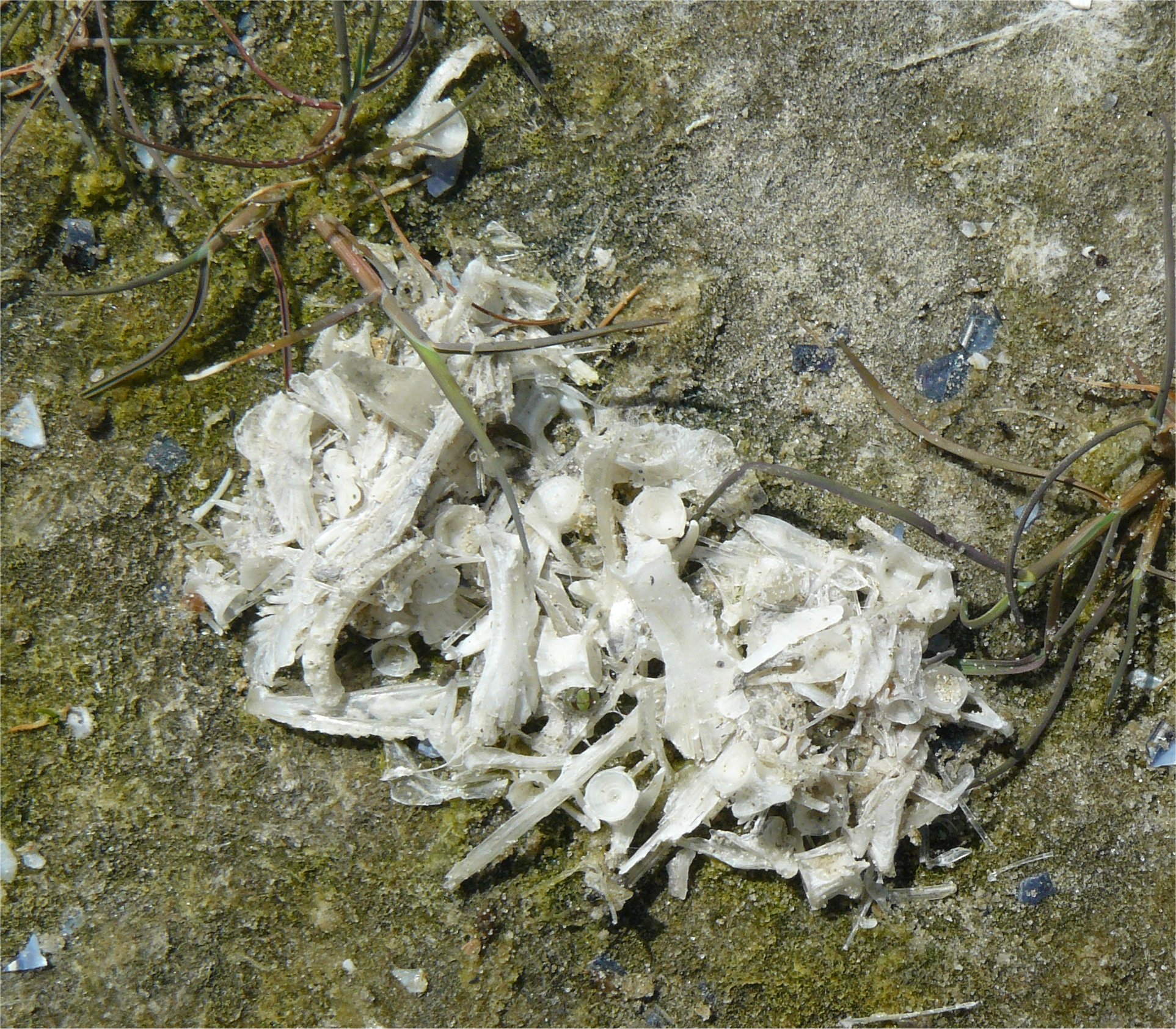
Möwengewölle mit zahlreichen Fragmenten von Fischgräten
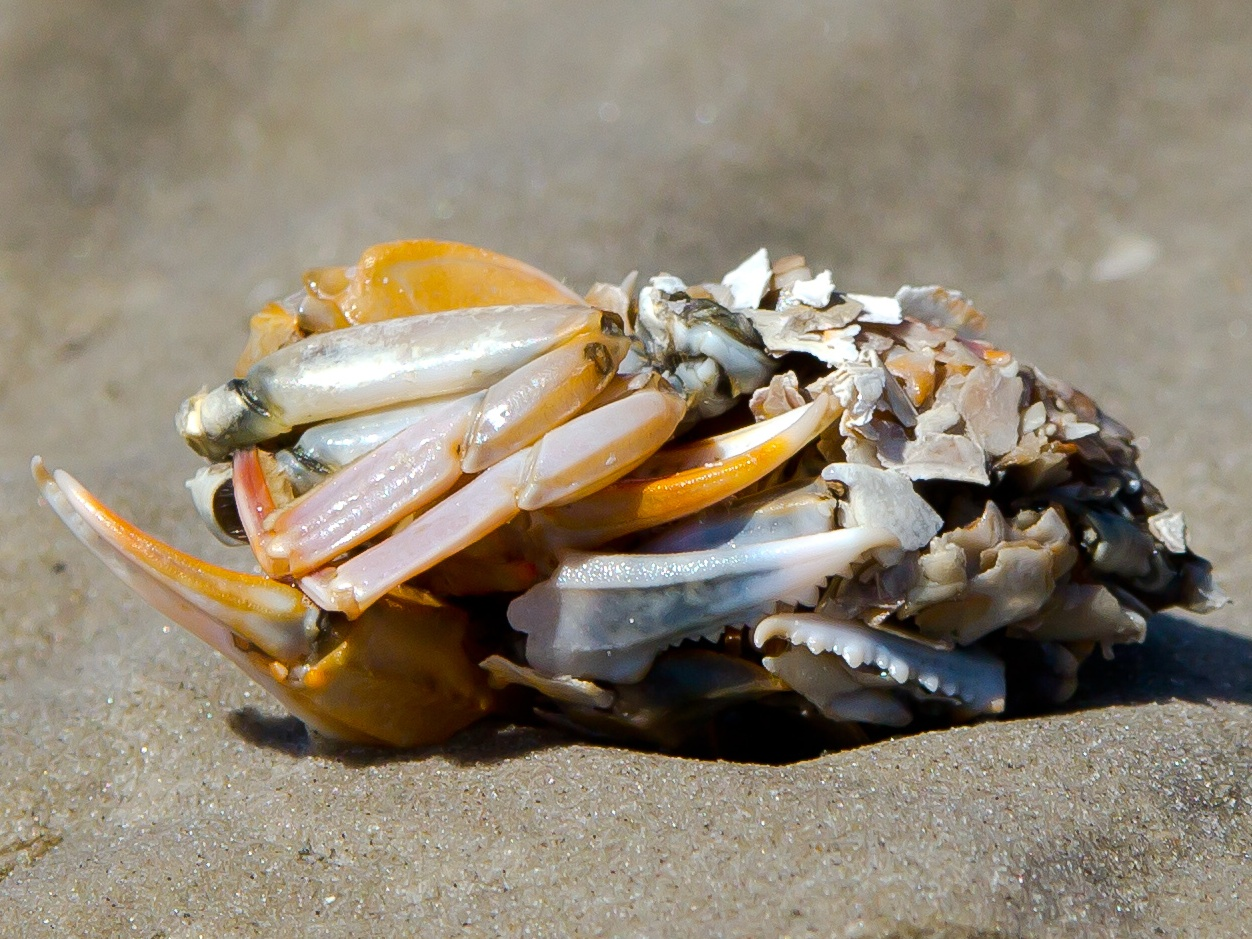
Möwengewölle mit Teilen von Strandkrabbenpanzern und Muscheln
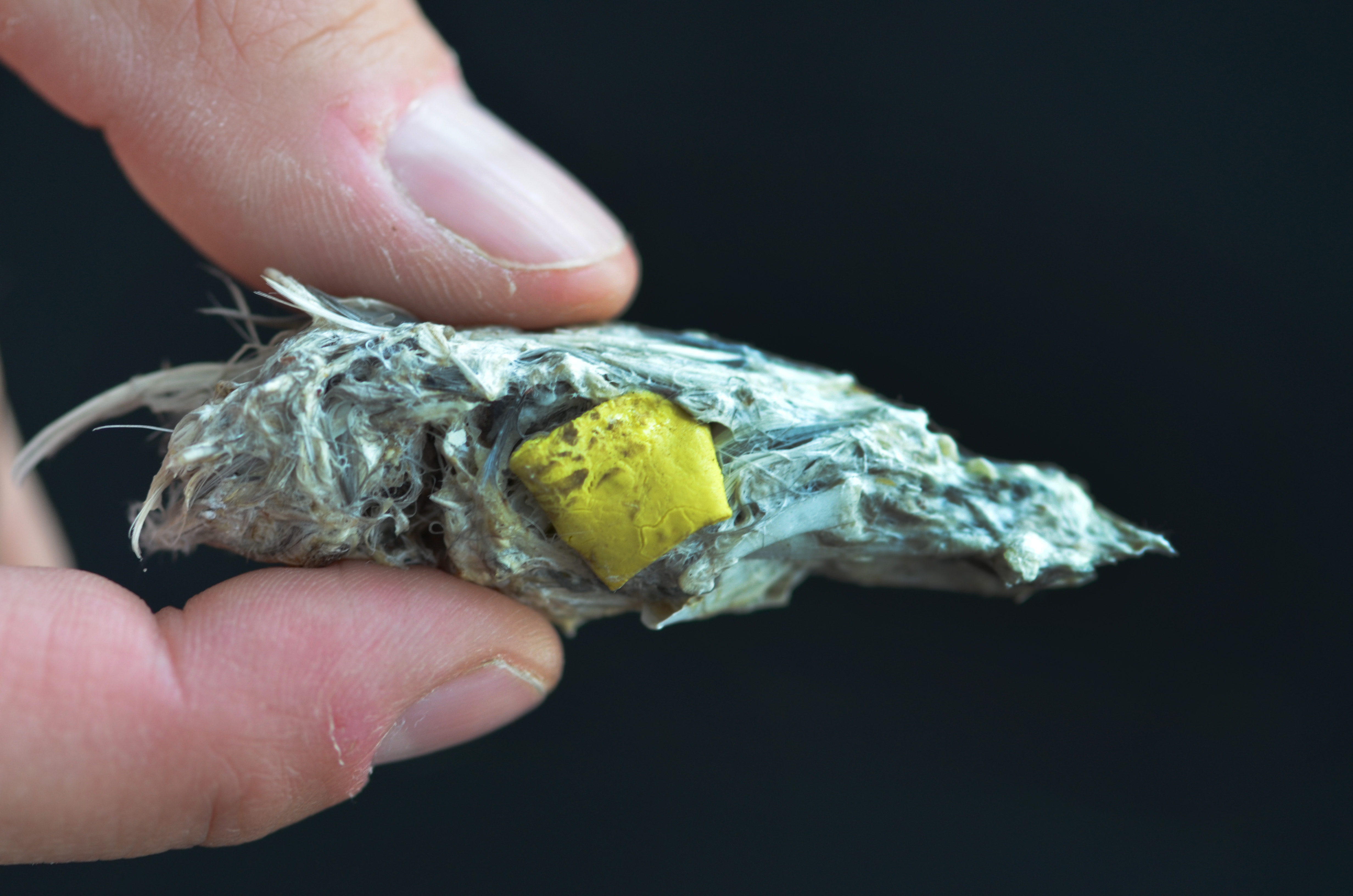
Gewölle mit einem Stück Kunststoff
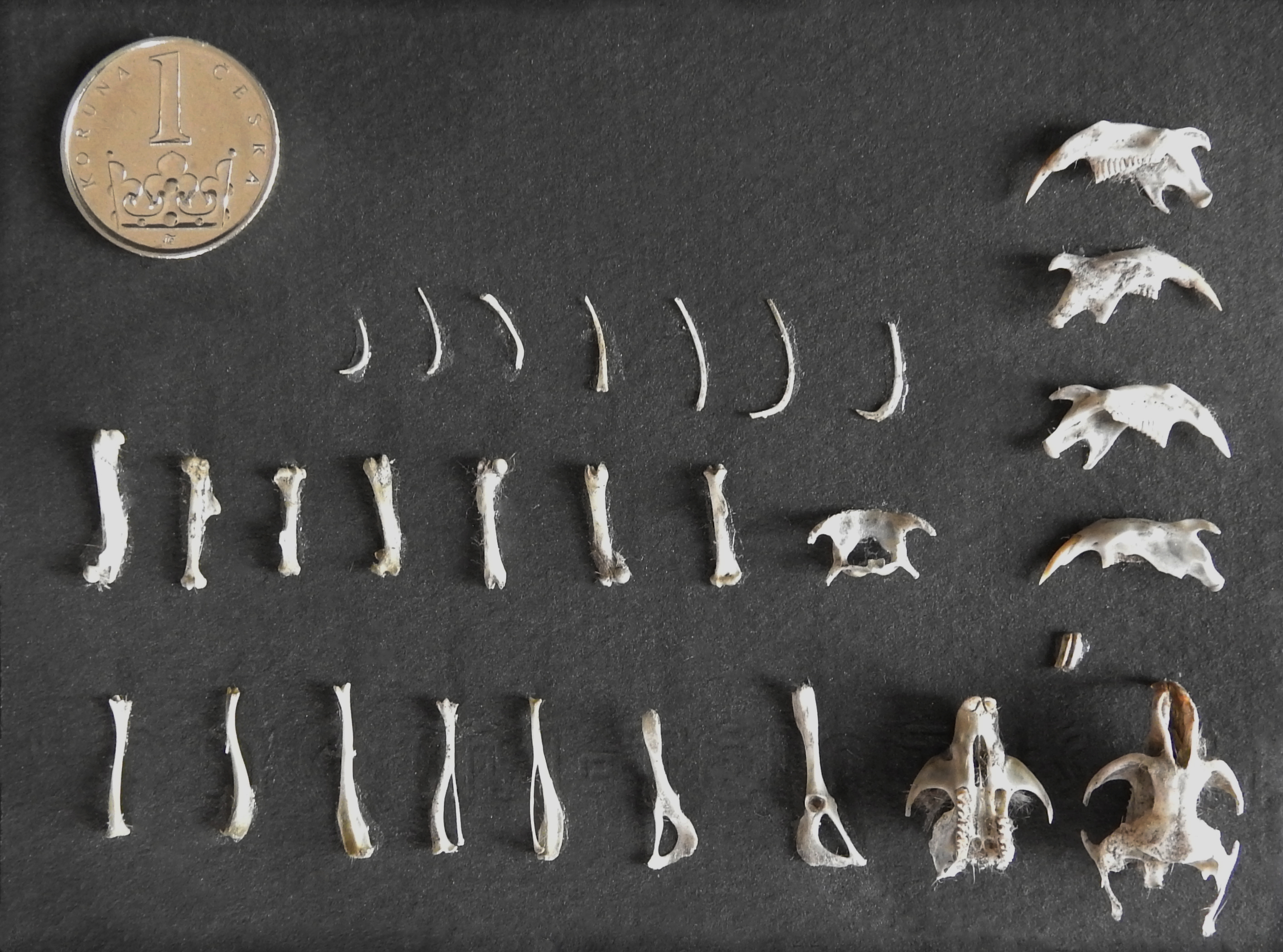
Knochen von Kleinsäugern aus Gewöllen an der Universität Maastricht
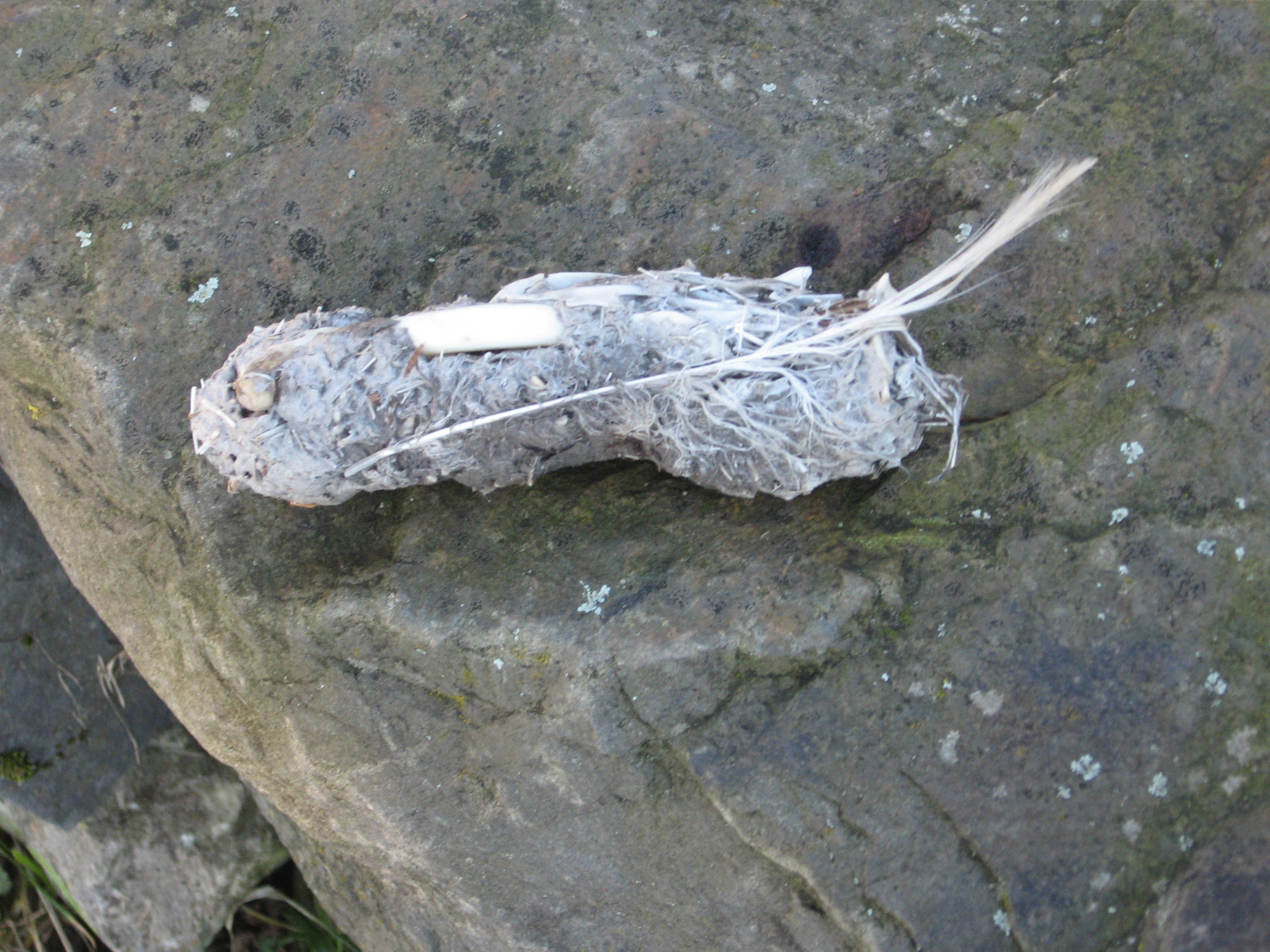
Älteres Gewölle eines Uhus, Länge 11,7 cm ohne Federüberstand.
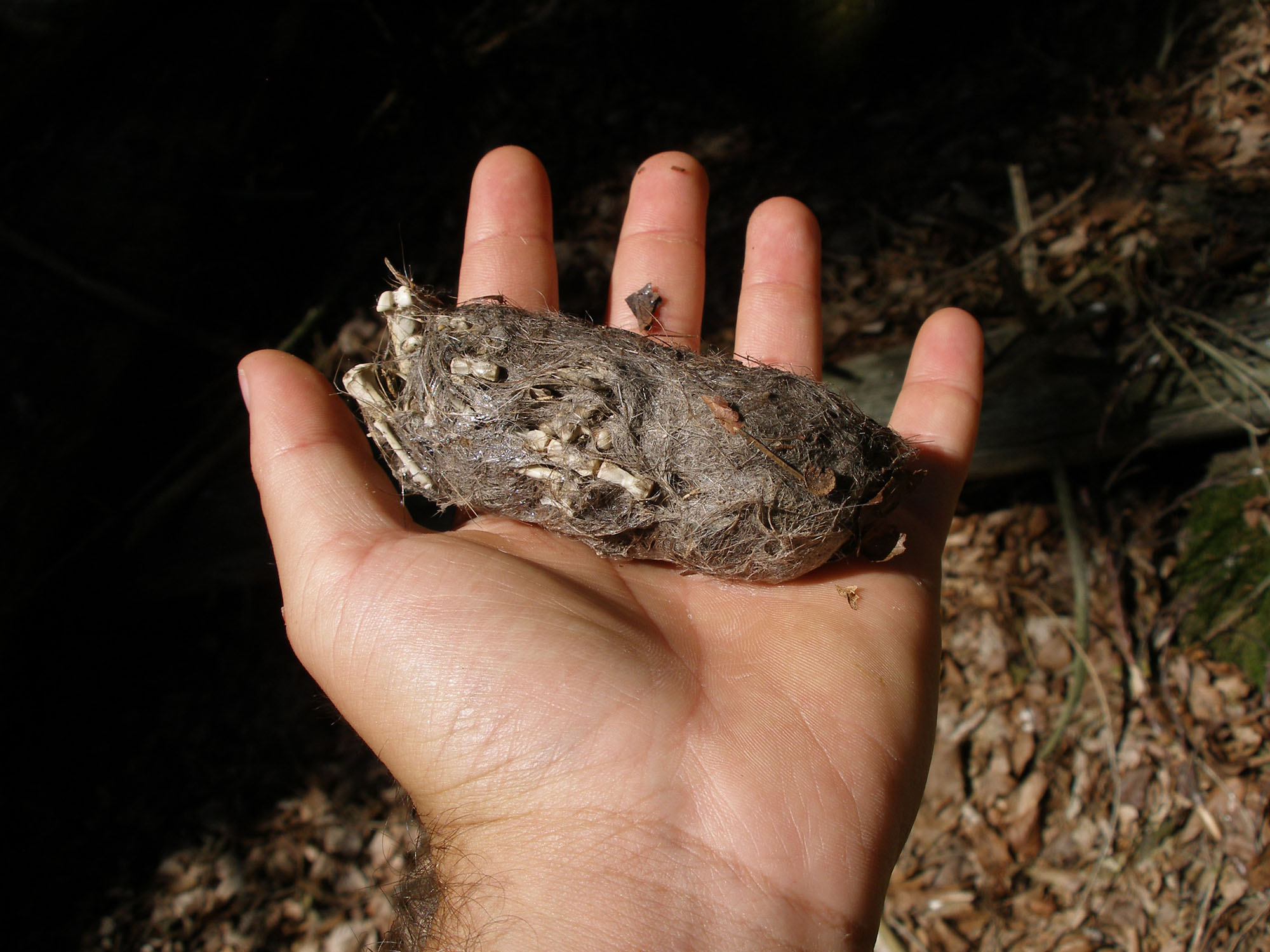
Gewölle eines Uhus
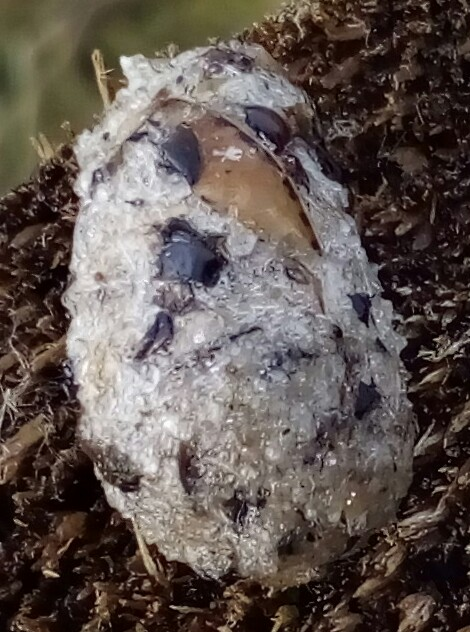
Eisvogel-Gewölle (Foto: Andy Mabbett)
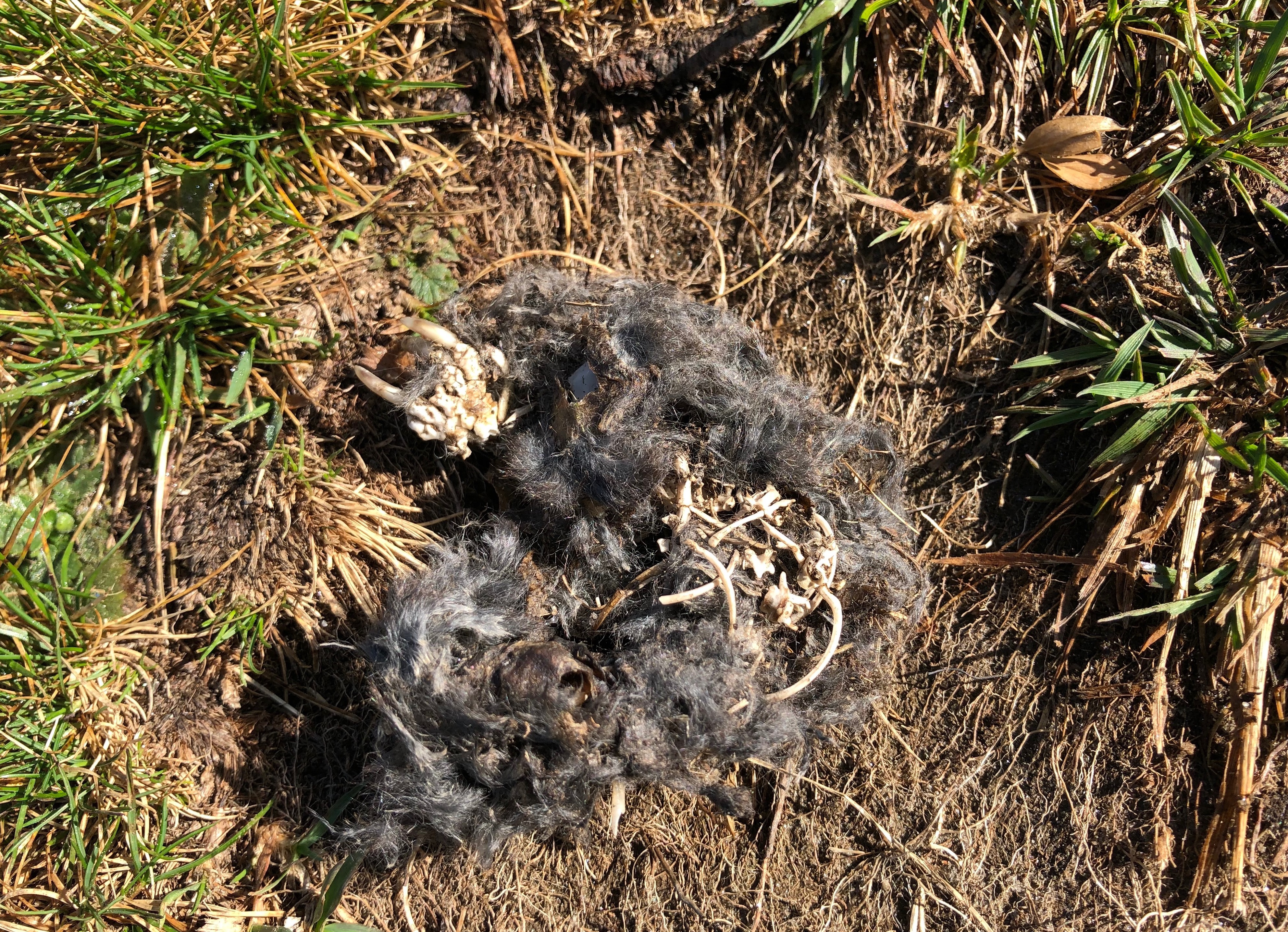
Gewölle mit Überresten eines Maulwurfs
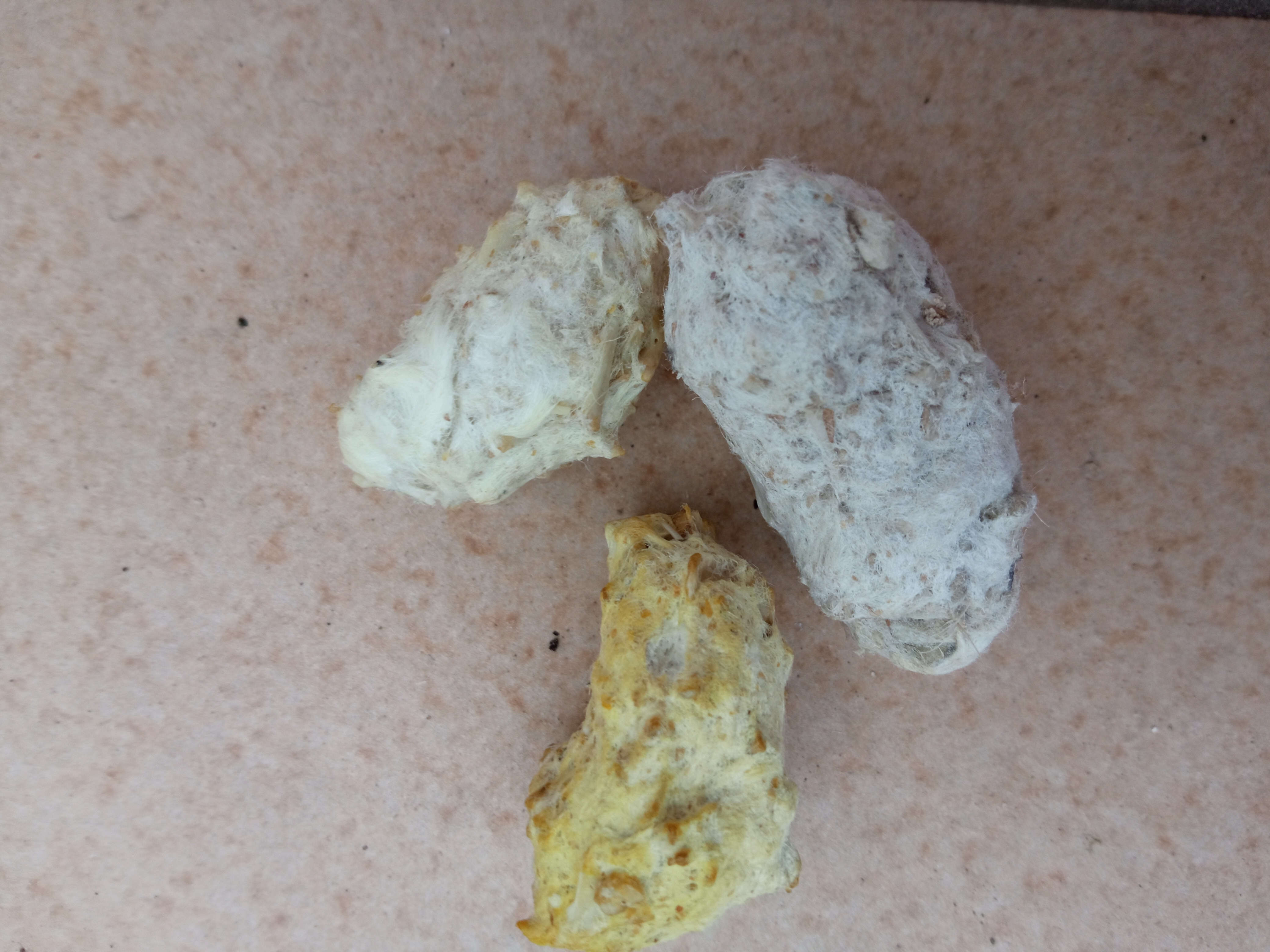
Gewölle eines Waldkauzes
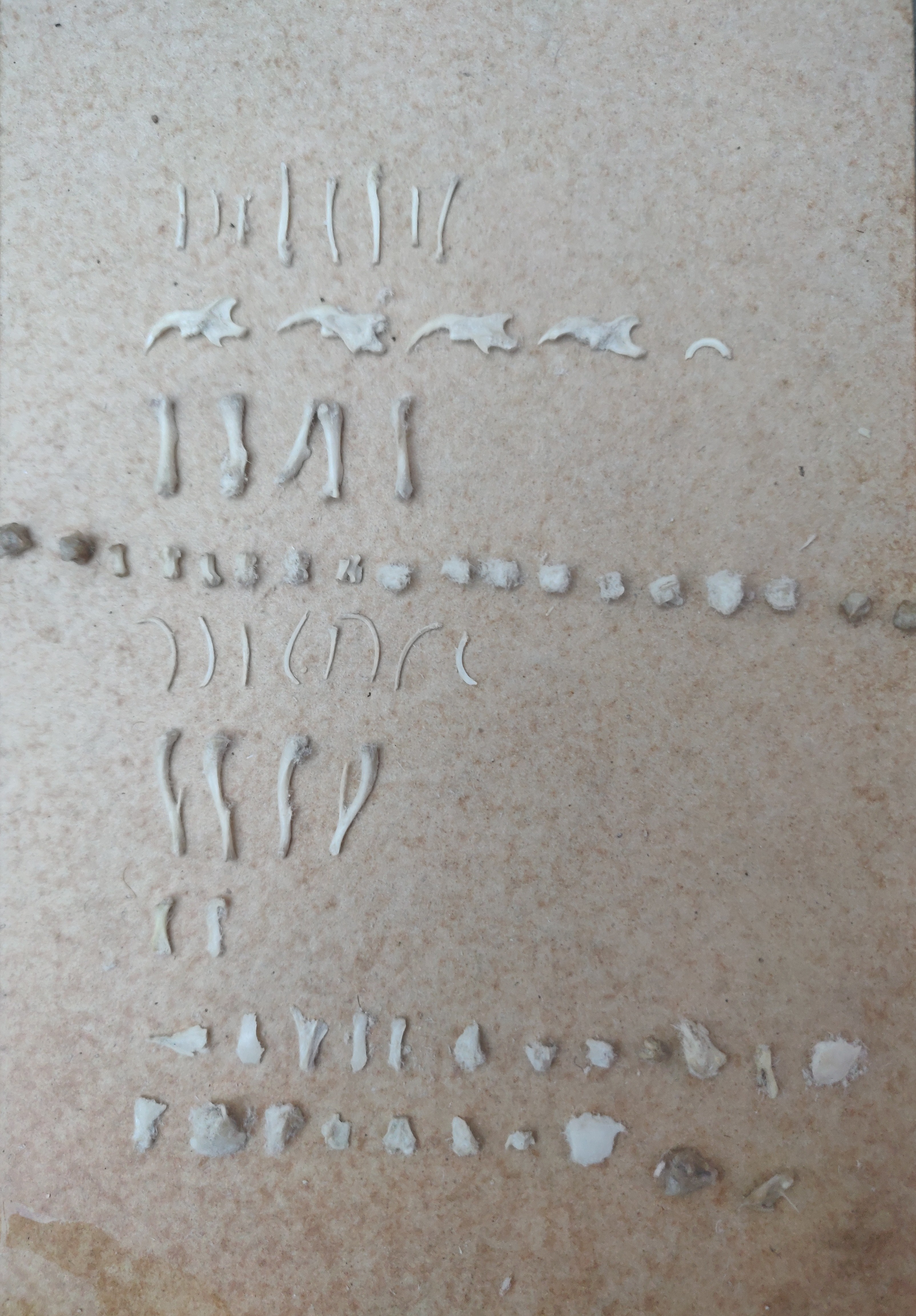
Einzelteile aus dem Gewölle eines Waldkauzes